# Thomana saß annoch betrübt
Thomana saß annoch betrübt (BWV Anhang 19) ist eine verschollene Kantate von Johann Sebastian Bach, die er in Leipzig komponierte und am 21. November 1734 anlässlich der Begrüßung von Johann August Ernesti als Rektor der Thomasschule zu Leipzig aufführte. Der Text stammt wahrscheinlich von Johann August Landvoigt. Die Musik ist verschollen.